# Арснан
Арснан (фр. Arcenant) насеље је и општина у источном делу централне Француске у региону Бургундија-Франш-Конте, у департману Златна обала која припада префектури Бон.
По подацима из 2011. године у општини је живело 506 становника, а густина насељености је износила 50,0 становника/km². Општина се простире на површини од 10,12 km². Налази се на средњој надморској висини од 337 метара (максималној 591 m, а минималној 305 m).

## Демографија
| 1962. | 1968. | 1975. | 1982. | 1990. | 1999. | 2006. | 2011. |
| ----- | ----- | ----- | ----- | ----- | ----- | ----- | ----- |
| 260   | 271   | 233   | 257   | 414   | 451   | 459   | 506   |

График промене броја становника у току последњих година